# Secrets (1924)
Secrets ist der Titel eines Stummfilm-Melodrams, das Frank Borzage 1924 für die Firma Joseph M. Schenck Productions nach einem Manuskript von Frances Marion gedreht hat, dem ein gleichnamiges, 1922 erstmals aufgeführtes Bühnenstück zugrunde lag. Die Hauptrollen spielten Norma Talmadge und Eugene O’Brien.

## Handlung
Der Film beginnt in der Gegenwart. Mary Carlton ist 70 und ihr Ehemann John ist todkrank. Während sie in ihrem Tagebuch liest, schläft sie ein und träumt von ihrem Leben mit John.
Es beginnt in England im Jahre 1865, als sie sich kennenlernten. John ist Angestellter bei ihrem Vater William Marlowe, sie Tochter aus einem reichen Hause. Daher fürchtet sie sich vor ihrer strengen Mutter, die einer Verbindung mit einem sozial niedriger Gestellten nie zustimmen würde. Als ihre Eltern ihr auf die Schliche kommen, reagieren sie hart und verbieten ihr den Umgang mit John. Ihr Vater sperrt sie in ihr Zimmer ein, bis sie wieder vernünftig werde. John, der inzwischen wegen der Liebschaft mit ihr entlassen wurde, steigt über den Balkon in ihr Zimmer ein und erklärt, er wolle nach Amerika auswandern. Auf die Gefahr hin, dass ihre Eltern nie wieder ein Wort mit ihr sprechen würden, fasst sie den Entschluss, mit ihm zu gehen. Doch bevor sie aufbrechen können, tritt Marys Vater ein und erklärt, er werde sie nach Schottland zu ihrer Großmutter schicken, wo sie bleiben solle. Nachdem er gegangen ist, schreibt Mary einen Abschiedsbrief und schleicht sich mit John davon.
Fünf Jahre später. Mary lebt mit John in einem ärmlichen Farmhäuschen im Westen von Amerika. John arbeitet den ganzen Tag, sie gebiert ihm einen Sohn. Eines Tages wird ihre Farm von Gesetzlosen angegriffen, die Johns Leben bedrohen. Er will sich ihnen schon ergeben, nur damit sie nicht Mary und das Baby umbringen, doch Mary verlangt, dass er kämpfe. Er tut es und wird schließlich mit der Bande fertig.
Die Jahre vergehen. 1888 feiert Mary ihren 39. Geburtstag und nimmt den Kontakt zu ihrer Familie wieder auf. Doch ihr Glaube an die Ehe wird erschüttert, als sie entdeckt, dass John eine Affäre mit Estelle Manwaring hat, und dass das nicht die Einzige gewesen ist. Er gibt den Seitensprung, der nichts zu bedeuten habe, sogar zu. Mary, gedemütigt, bietet John die Scheidung an, er aber will sie nicht verlieren. Und obwohl John ihr auch noch gesteht, sein gesamtes Vermögen verloren zu haben, vergibt Mary ihrem Gatten.
Als sie aus ihrem Traum erwacht, teilt ihr der Arzt mit, John habe die Krise überstanden und würde bald wieder gesund werden.

## Hintergrund
Der von Joseph M. Schenck und seiner Gattin Norma Talmadge produzierte Film wurde von Tony Gaudio fotografiert. Die Kostüme entwarf Clare West, Maskenbildner war George Westmore.
Der Film wurde von Joseph M. Schenck präsentiert und erlebte seine Uraufführung in Amerika am 24. März 1924 im Astor Theatre am Times Square in New York City. Einen Prolog und die Illustrationsmusik zur Erstaufführung besorgte der show man des stummen Films, Samuel „Roxy“ Rothafel.
Den Verleih hatte 1924 die Associated First National Pictures inne.
Secrets wurde auch europaweit gezeigt: im Norden in Dänemark, Schweden, Finnland und Norwegen, im Süden in Spanien und Portugal.

## Rezeption
1933 drehte Borzage Secrets, ein Tonfilm-Remake des Stoffes mit Mary Pickford als Mary Carlton. An ihrer Seite spielte Leslie Howard die männliche Hauptrolle.
- Überlieferung:

Kopien des Films gibt es: im Museum of Modern Art (Moma) in New York CIty, in der Cinémathèque Royale in Brüssel, bei Gosfilmofond in Moskau (unbestätigt) und im Filmarchiv der University of California (UCLA) in Los Angeles (unbestätigt). Die Library of Congress in Washington DC hat die Akte 1–3 und 6–9 als 35 mm.-Nitrat.
- Wiederaufführungen:

Secrets lief 1992 auf dem Stummfilm-Festival in Pordenone und danach 2017 auf dem Stummfilm-Festival Il Cinema Ritrovato in Bologna in einer 2015 von der Cineteca di Bologna und der Cohen Film Collection aus drei Vorlagen restaurierten Fassung mit englischen Zwischentiteln.